# گرانولا

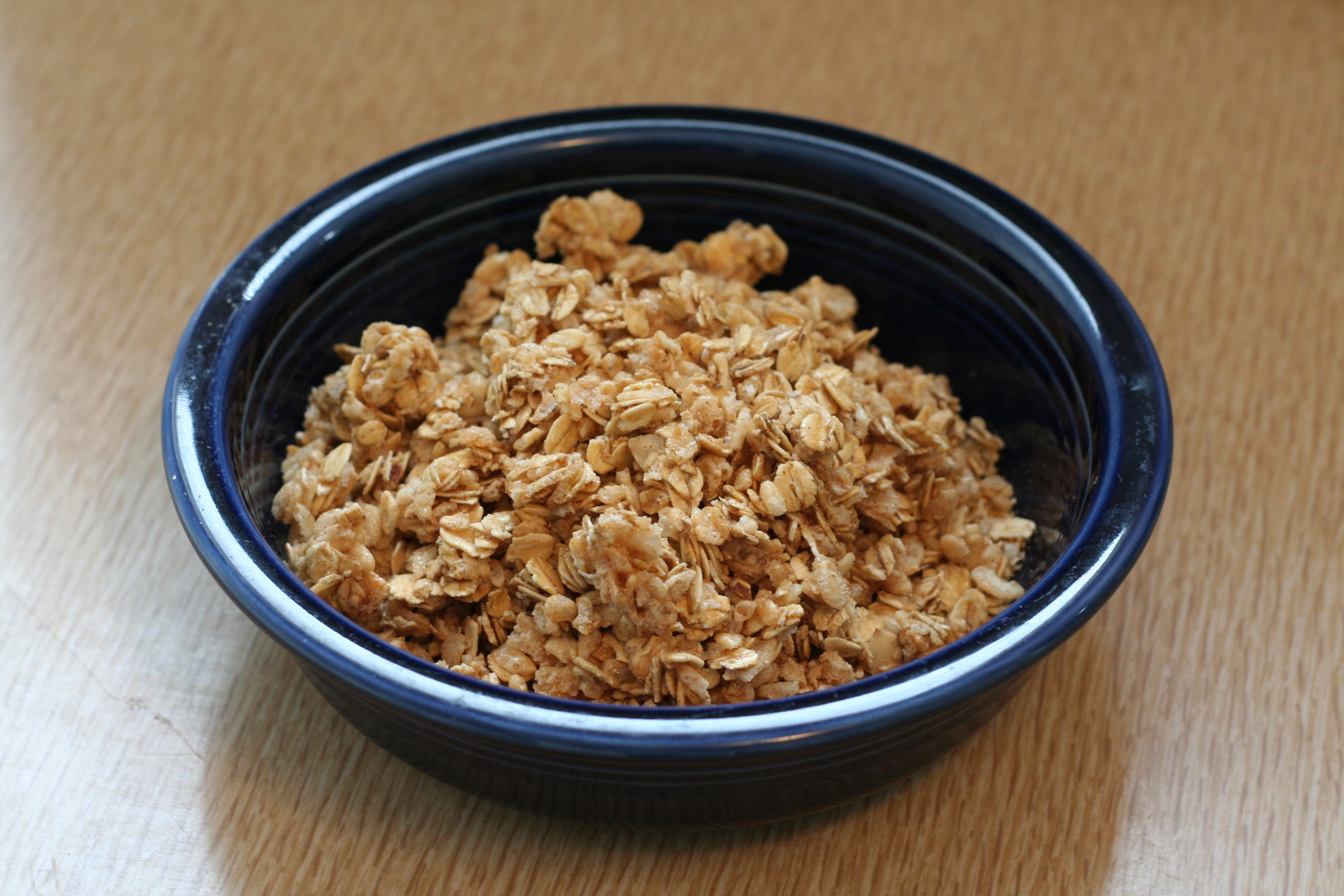
یک کاسه گرانولا.

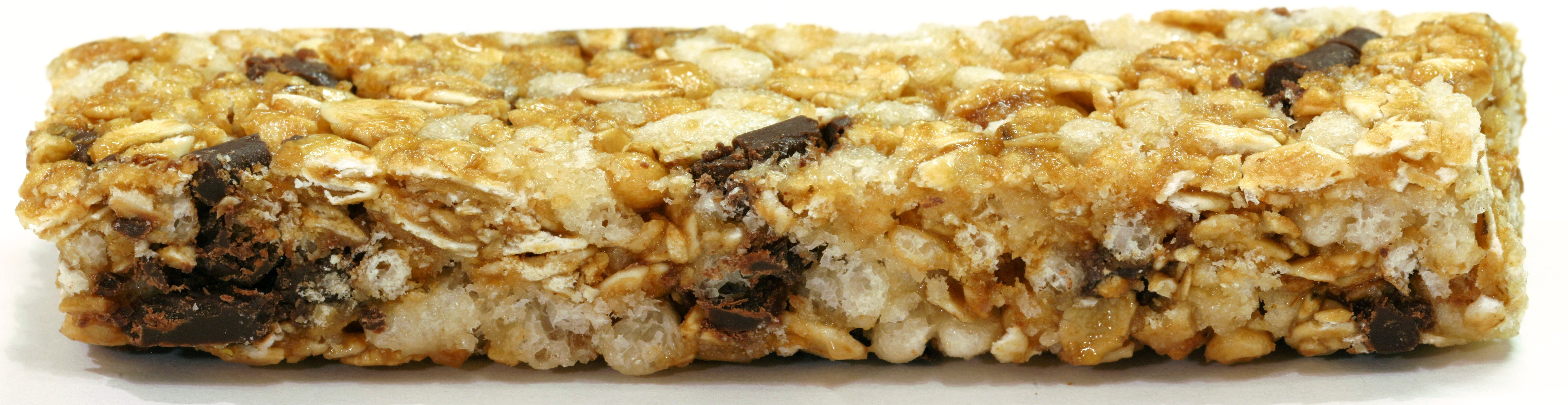
نمای نزدیکی از گرانولا که جزئیات مواد فشرده شدهٔ آن را نشان می‌دهد.

گرانولا (به انگلیسی: Granola) یک غذای صبحانه و میان‌وعده شامل جو پوست‌کنده، مغز دانه‌ها، عسل یا شیرین‌کننده‌های دیگر مانند شکر قهوه‌ای و گاهی برنج پوست‌کنده‌است، که معمولاً پخته تا زمانی که ترد، تست و قهوه‌ای طلایی شود. در طول فرایند پخت، هم زده می‌شود تا قوام غلات صبحانه حفظ شود. میوه‌های خشک‌شده، مانند کشمش و خرما و انواع شیرینی مانند شکلات نیز گاهی به این ترکیب اضافه می‌شوند. گرانولا، به‌خصوص اگر شامل بذر کتان نیز باشد، اغلب به‌منظور بهبود هضم استفاده می‌شود. گرانولا اغلب در ترکیب با ماست، عسل، میوه‌های تازه مانند موز، توت‌فرنگی یا زغال‌اخته، شیر یا اشکال دیگر غلات خورده می‌شود. همچنین به‌عنوان یک تاپینگ برای شیرینی‌های مختلف، دسر یا بستنی نیز عمل می‌کند. از گرانولا نیز ممکن است در کنار استفاده به‌عنوان صبحانه و میان‌وعده، استفاده شود. گرانولا به دلیل آنکه مغذی، سبک‌وزن، پرکالری است توسط افرادی که در حال انجام پیاده‌روی، کمپینگ، یا پیاده هستند، نیز مصرف گردد. به‌عنوان یک میان‌وعده، که اغلب با عسل یا شربت ذرت ترکیب‌شده و تغلیظ شده را به یک فرم نوار که باعث می‌شود آن را حمل آسان برای ناهار بسته‌بندی‌شده، پیاده‌روی، یا دیگر فعالیت‌های که در فضای باز انجام می‌شوند.

## نگارخانه

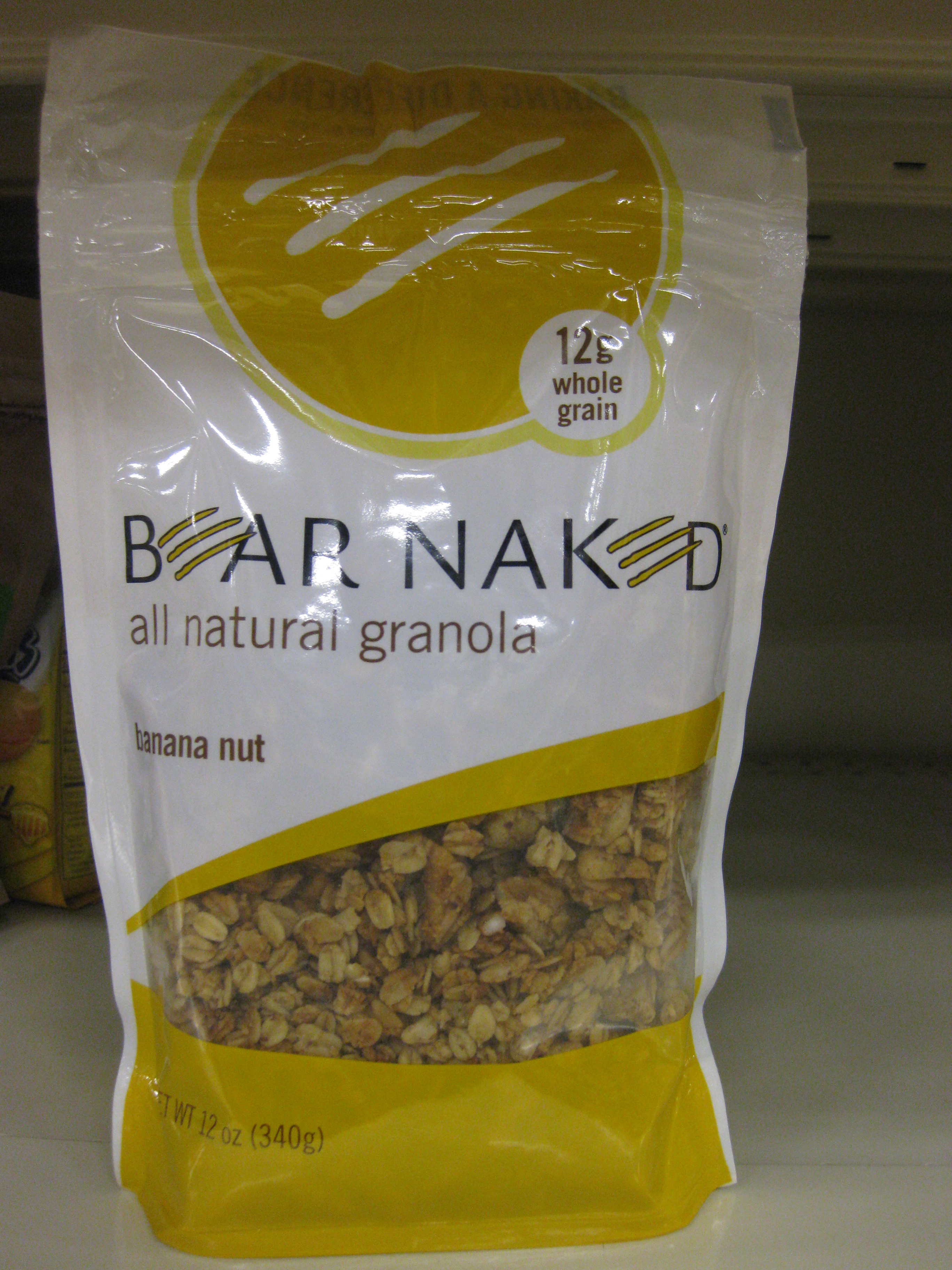
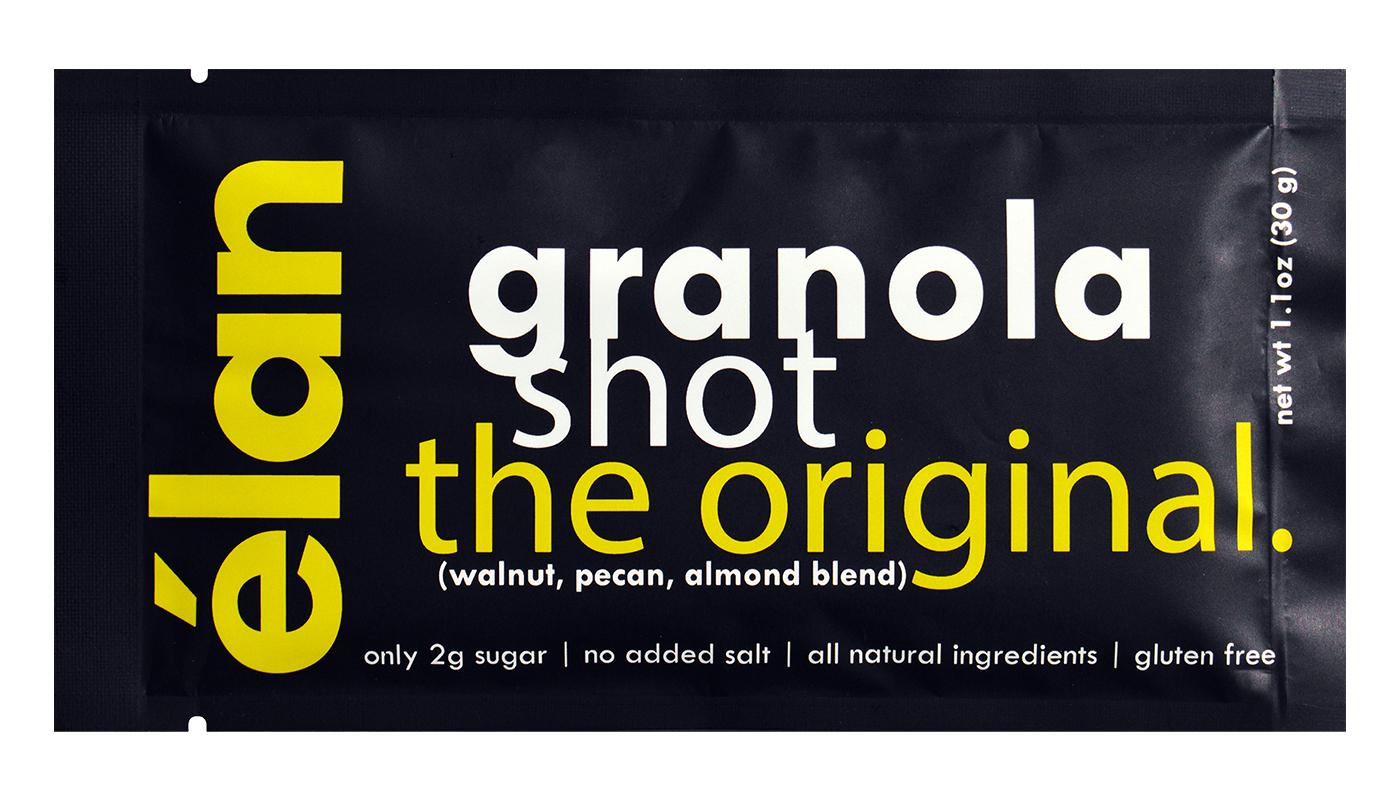